# Domaine de Kitsuki

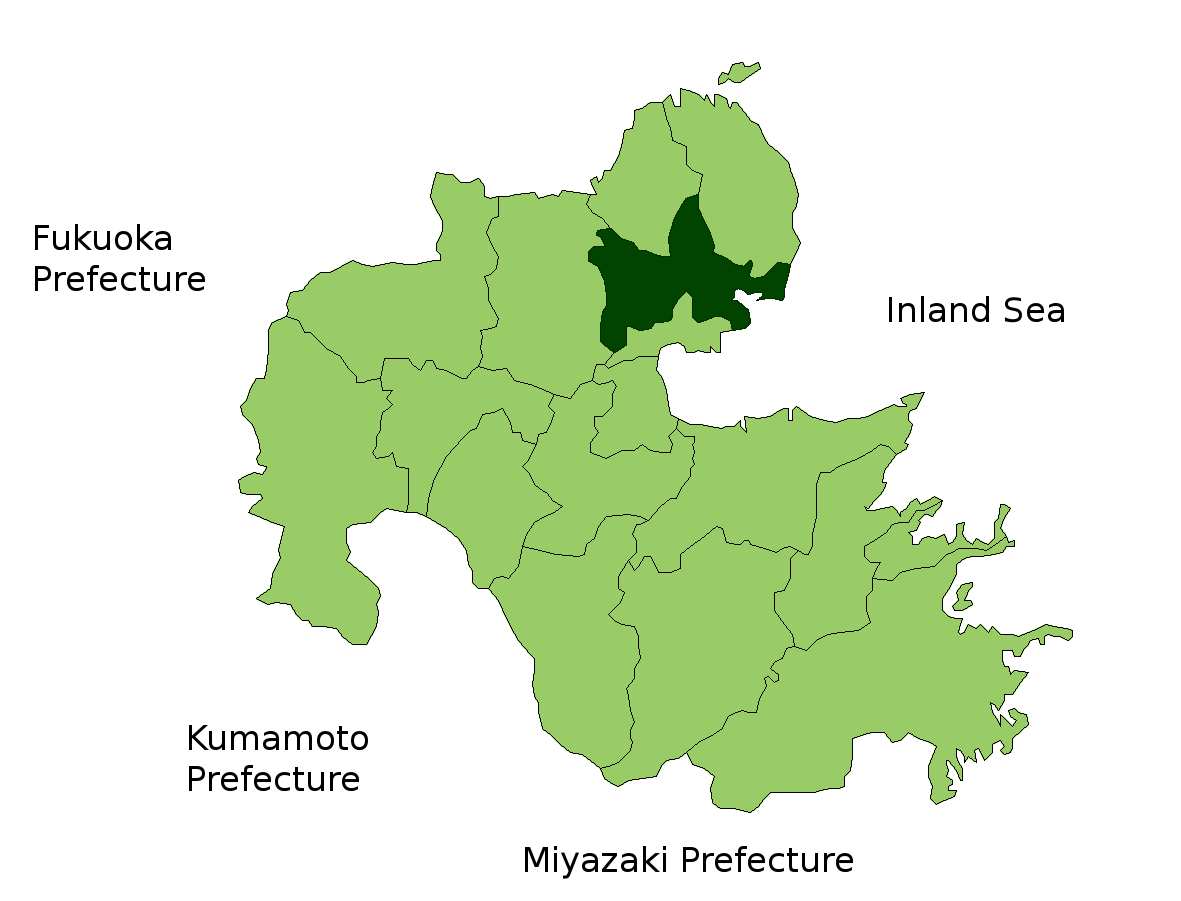
Situation de Kitsuki dans la préfecture d'Ōita.

Le domaine de Kitsuki (杵築藩, Kitsuki-han) est un domaine féodal japonais de l'époque d'Edo situé dans la préfecture d'Ōita, dans le Kyūshū.

## Histoire
Au début de la période Edo, le territoire qui deviendra le domaine de Kitsuki (alors épelé 木付) fait partie du domaine de Nakatsu (appelé plus tard Kokura), territoire d'un revenu de 399 000 koku gouverné par Tadaoki Hosokawa. Le nom du territoire vient de la famille Kitsuki (木付), des proches du clan Ōtomo qui y ont résidé une fois. En 1593, cependant, Yoshimune Ōtomo perd les faveurs de Toyotomi Hideyoshi et voit son territoire confisqué de même que toute la famille Kitsuki. Les terres passent alors à Nagafusa Sugiwara, Nagamasa Hayakawa et finalement à Tadaoki Hosokawa en 1599 à l'occasion de sa relocalisation en provenance du domaine de Miyazu dans la province de Tango aux revenus de 120 000 koku. La région de Kitsuki, estimée à 60 000 koku, est gouverné au nom de Tadaoki par des gardiens de châteaux (Matsui Yasuyuki, Ariyoshi Tatsuyuki etc.) postés dans son château central. Pour les services rendus à la bataille de Sekigahara en 1600, Tadaoki reçoit toute la province de Bizen et installe le siège de son gouvernement d'abord au château de Nakatsu, puis au château de Kokura. Les Hosokawa restent à Bizen jusqu'en 1632 quand Hosokawa Tadatoshi, le fils de Tadaoki, est transféré au domaine de Kumamoto voisin.
Les anciennes possessions de Hosokawa dans Bizen sont réparties : Ogasawara Tadazane qui a dirigé le domaine d'Akashi dans la province de Harima, reçoit 150 000 koku de terres dans la partie nord de la province de Bizen, le siège du gouvernement étant situé au château de Kokura. Le château de Nakatsu, d'un niveau jusque-là secondaire, devient le centre du nouveau domaine de Nakatsu qui est attribué à Nagatsugu Ogasawara, le neveu de Tadazane. Dans le même temps, le jeune frère de Tadazane Tadatomo Ogasawara qui était hatamoto, reçoit le château de Kitsuki et les territoires environnants d'une valeur de 40 000 koku, ce qui en fait un daimyo. Tadatomo reste gouverneur du domaine jusqu'en 1645, quand il est déplacé au domaine de Yoshida dans la province de Mikawa.
Hidechika Matsudaira, daimyo du domaine de Takada dans la province de Bungo remplace Tadatomo Ogasawara à la tête de Kitsuki, avec des revenus légèrement diminués à 32 000 koku. Ses descendants gouvernent le domaine de Kitsuki jusqu'à la restauration de Meiji. Comme les plaines sont rares à Kitsuki, l'établissement de terre-pleins et les arts industriels sont encouragés. Hidechika amène une centaine de paysans de Mikawa ; ils forment ce que l'on appelle les terres agricoles Mikawa-shinden.
La façon d'épeler le nom du domaine change en 1711 durant la gouvernance du troisième daimyo, Matsudaira Shigeyasu. Jusqu'alors le nom s'écrivait 杵築. Les finances du domaine se détériorent à cause de la Grande Famine de l'ère Kyōho. Miura Baien, un lettré résidant alors dans le domaine, est appelé pour résoudre la crise. Parmi ses réformes, on compte l'ouverture de l’école du domaine, la Gakushūkan, durant l'ère Tenmei (1781-1789).
Le domaine de Kitsuki est aboli avec les autres domaines japonais en juillet 1871 et devient préfecture de Kitsuki  (杵築県, Kitsuki-ken). Il est ensuite absorbé dans la préfecture d'Ōita. Les membres de l'ancienne famille de daimyos sont faits shishaku (子爵) (vicomtes) dans le nouveau système nobiliaire japonais (kazoku) en 1884.

## Liste des daimyos
- Clan Ogasawara (1632-1645) (fudai daimyo ; 40 000 koku)

1. Tadatomo

- Clan Matsudaira (Nomi) (1645-1871) (fudai daimyo ; 32 000 koku)

1. Hidechika
2. Shigeyoshi
3. Shigeyasu
4. Chikazumi
5. Chikamitsu
6. Chikasada
7. Chikakata
8. Chikaakira
9. Chikayoshi
10. Chikataka

## Source de la traduction
- (en) Cet article est partiellement ou en totalité issu de l’article de Wikipédia en anglais intitulé « Kitsuki Domain » (voir la liste des auteurs).